# Michael Eisner
Pour les articles homonymes, voir Eisner.
Michael Dammann Eisner est né le 7 mars 1942 à Mount Kisco, État de New York. Il fut à la tête de la Walt Disney Company de 1984 à 2005. Il a aussi fondé l'organisation philanthropique Eisner Foundation, dirigée par sa femme, Jane Breckenridge. Il était la 891e fortune mondiale en 2007. Il est le père de trois garçons : Breck, Eric et Anders.

## Biographie
Michael Dammann Eisner est né le 7 mars 1942 à Mount Kisco, une ville de banlieue à 20 km au nord de New York dans l'État de New York,. Il est issu d'une famille aisée ayant une longue histoire de commerçants et d'avocats ayant participé à la politique et la vie locale. Son grand-père, J. Lester Eisner a fait construire une grande demeure de trois étages le long de la Shrewsbury River à Red Bank dans le New Jersey et son arrière-grand-père Sigmund Eisner a fait fortune dans la vente d'uniformes aussi bien pour les Boy Scouts que l'armées dont des parachutes. Le grand-père a fait ses études à la Phillips Exeter Academy et au Harvard College avant de travailler dans l'entreprise famille puis a fondé sa propre entreprise. Il sert durant la Première Guerre mondiale et demande à se faire appelé colonel Eisner. Durant la Grande Dépression, le colonel participe à de nombreuses commissions pour relancer l'économie, souvent sans contrepartie ou rétribution. En 1937, la famille Eisner offre la demeure située au 84 West Front Street à Red Bank à la bibliothèque de la ville. Lester participe aussi à la Seconde Guerre mondiale comme organisateur des transports pour l'United States Army Reserve s'installant alors à Londres puis Paris. L'aîné de Lester, Lester Junior a fait ses études à Princeton puis la faculté de droit de Harvard avant de se marier à Margaret Damman, fille de Milton Dammann, l'un des fondateurs de la American Safety Razor Company (en). De cette union sont nés deux enfants Margot et Michael tandis que Lester Junior s'engage dans l'armée de l'air après l'attaque de Pearl Harbor. Lester Junior se lance après guerre dans l'entreprenariat changeant souvent d'activité passant de la gestion d'une compagnie aérienne ayant des liaisons avec l'Amérique Latine à l'organisation de foires commerciales dans des grandes salles de New York. Il alterne ensuite les activités politiques et professionnelles tandis que sa femme Margaret s'investit dans les associations devenant présidente d'un institut de recherche médical.

### Enfance et études
Michael passe son enfance à l'abri du besoin parmi l'élite new-yorkaise dans un appartement au troisième étage de Park Avenue dans l'Upper East Side et la maison de campagne familiale de Bedford Hills près de Mount Kisco. Il fait ses études élémentaires à l'école privée Allen-Stevenson School (en). Durant sa jeunesse il est baigné comme les autres enfants de sa génération par les productions télévisuelles comme The Lone Ranger et celles de Walt Disney Television. Michael a 12 ans quand est diffusé pour la première fois The Mickey Mouse Club sur ABC et à cette époque les premiers films de Walt Disney Pictures ressortent en salles. Michael Eisner avouera qu'il n'avait jamais vu aucun des films de Disney avant d'être marié et d'avoir un enfant s'excusant de ne pas « avoir l'animation Disney dans ses veines. »
En 1956, âgé de 14 ans, Michael est placé dans l'école Lawrenceville au New Jersey, réputée pour son important taux d'étudiants accédant à Princeton afin de suivre la famille. Pour rappel, son père a fait Princeton puis Harvard, comme son grand-père et son oncle. Les frais de scolarité sont alors de 3 000 USD par an, une somme importante, et l'établissement n'accueille ni personne de couleur ni de femme. Eisner y côtoie les fils d'Errol Flynn ou de Joe DiMaggio ou Richard Berger, futur directeur des studios Disney. Mais les jeunes garçons sont éloignés de leur famille, ne la voyant qu'à l'occasion des fêtes. Joe Flower indique que Michael Eisner a rejoint le club de théâtre de l'école sans jamais avoir obtenu de rôle majeur, ainsi que le club du journal et celui du livre de fin d'année, une années chacun. De même, sa carrure l'a aidé pour rejoindre les équipes de basketball, de football ou de tennis de l'école sans pour autant être un athlète reconnu. Il est toutefois reconnu pour ses capacités pour le jeu de plateau Gettysburg (game) (en) édité par Avalon Hill. Il ne parvient pas à entrer dans l'un des établissements de l'Ivy League.
Après avoir fait ses études secondaires à la Lawrenceville School, il obtient en 1960 un baccalauréat en littérature anglaise et théâtre à l'université Denison en 1964,. Durant l'été 1963, il obtient un poste d'assistant chez NBC au Rockefeller Center. C'est son premier contact avec l'industrie de la télévision, servant de guide aux visiteurs, les installant dans les salles d'enregistrement ou simplement surveillant les réactions du public. Après ses études, il se considère alors comme un auteur de théâtre ayant déjà écrit une demi-douzaine de scripts et embarque à bord du RMS Mauretania pour Paris où il pense faire comme Hemingway ou Fitzgerald. L'aventure parisienne ne dure que 10 jours et il rentre à New York.

### 1966-1984: Carrière chez ABC et Paramount
En 1964, Michael Eisner obtient un second poste chez NBC, comme clerc en lien avec la Commission fédérale des communications (FCC), enregistrant en continue les programmes pour les envoyant à l'agence de régulation. Eisner cherche à changer de poste au bout de six semaines et trouve un emploi chez CBS. Il doit s'assurer que les publicités sont les bonnes durant les plages de programmes pour la jeunesse. Eisner passe deux ans à traiter les publicités pour des céréales, des jouets comme le Frisbee ou des robots. Il cherche alors un nouvel emploi et pour cela écrit plus de 200 candidatures. Barry Diller, âgé d'un an, de plus, est le seul qui lui réponds mais il est l'assistant de Leonard Goldberg, vice-président des programmes pour American Broadcasting Company.
Michael Eisner commence sa carrière à ABC en 1966 où il gravit les échelons jusqu'à devenir responsable local des programmes de la région de New York. Diller le fait embaucher en novembre 1966 sur les programmes spéciaux auprès de Ted Fetter (en). En 1967, Gary L. Pudney est embauché comme responsable des nouveaux talents tout en reprenant l'activité de Fetter tandis qu'Eisner devient son assistant. Goldberg demande à Pudney de servir de mentor pour Eisner. L'un des premiers projets totalement confié à Eisner est une émission spéciale sur le parc d'attraction Marine World alors détenu par ABC et situé à Foster City. Eisner parvient à faire présenter l'émission par Bing Crosby qui résidait à Pebble Beach. En 1969, il se voit confier la responsabilité de la tranche horaire du samedi matin réservée aux enfants.
Au début des années 1970, Eisner devient responsable du développement des programmes,. Il propose de nombreuses idées de séries dont Happy Days qui débute en janvier 1974 mais aussi plusieurs soap opéras. C'est pour les 6 mois de son fils Breck Eisner, en décembre 1970, que Michael Eisner voit pour la première fois un long métrage d'animation de Disney, Pinocchio (1940), expérience qui l'enthousiasme beaucoup (ressortie datant de juillet 1971 selon IMDb).
En 1970, Eisner déménage à Los Angeles en Californie et évolue dans la société devenant vers 1976 responsable de toute la programmation, jeunesse, des tranches journalières et du soir et de la variété. Son principal crédit chez ABC a été de développer des programmes pour la jeunesse. On lui doit l'arrivée de Bugs Bunny sur ABC débarqué de CBS, le dessin animé Les Jackson Five, la série sur les Osmond Brothers, celle nommée Super Friends basée sur la Ligue de justice d'Amérique,,. Ces programmes ont permis à ABC de venir première sur le créneau du samedi matin. En 1974, un de ses proches chez ABC, Barry Diller est nommé président de la Paramount Pictures. En parallèle Fred Silverman est nommé président d'ABC Entertainment, filiale de production d'ABC, sera crédité du succès d'ABC avec Eisner qui avait initié certains projets.
En 1976, Diller propose à Eisner de le rejoindre chez Paramount et devient directeur général du studios, et il le restera jusqu'en 1984. Sous leur direction, le studio produit de grands succès de la télévision comme Laverne and Shirley (1976), Taxi (1978), Cheers (1982) ainsi que des films comme La Fièvre du samedi soir (1977), Grease (1978), Les Aventuriers de l'arche perdue (1981) et sa suite Indiana Jones et le Temple maudit (1984), Tendres Passions (1983) ou encore Le Flic de Beverly Hills (1984). En 1973, le studio Paramount récoltait 100 millions d'USD et en 1984 la somme atteint le milliard de dollars. Entre 1968 et 1983, fort du succès de ses émissions, ABC est passé de 146 à 214 stations de télévisions affiliés, de 365 à 1 800 stations de radio, les revenus de 600 millions d'USD à 2,7 milliards d'USD et les bénéfices de 13,5 à 160 millions d'USD.
Mais depuis février 1983, le fondateur de Gulf+Western Charles Bluhdorn est décédé et a laissé sa place à Marvin H. Davis qui réorganise le studio et met en place une forte gestion bureaucratique. Diller est nommé responsable de la division loisirs et communications mais Eisner n'est plus en mesure de discuter avec les hauts responsables. En juillet 1984, malgré des tensions, le duo est présenté comme les vedettes derrière les grands succès de Paramount avec depuis avril des articles ou des couvertures de Newsweek, Business Week ou le magazine New York. Le contrat de Diller chez Paramount doit prendre fin en septembre  1984 et Marvin Davis lui propose de prendre les prendre les rênes de la Fox. De son côté, Eisner avait été approché courant 1983 par Ron Miller, gendre de Walt Disney et alors directeur général de Walt Disney Productions. En juillet 1984, alors que sa position est incertaine Roy Disney le contacte pour savoir s'il est intéressé par un poste chez Disney au côté de Frank Wells. À cette période, l'entreprise Disney est au milieu d'une guerre financière pour son contrôle.
Stanley Gold, Ray Watson et Michael Eisner se rencontrent le 1er septembre 1984 dans la maison de ce dernier à Bel Air, acheté grâce à un prêt de la Paramount d'1,25 million d'USD. Eisner explique qu'une des raisons de son départ de Paramount est que la courbe de croissance du studio, au contraire de Disney, a atteint en 1984 un sommet avec entre 12 et 15 films par an. Entre 1977 et 1984, les revenus de Paramount sont passés de 40 millions d'USD à 145 millions d'USD et pour faire plus, comme le souhaite Martin Davis, il faudrait produire plus de 24 films à succès par an, objectif difficile voire impossible. Watson comprend parfaitement, Eisner ajoute que c'est parce que Disney est en difficulté, comme ABC et Paramount avant son arrivée, que le poste l'intéresse.

### 1984-2005: Carrière chez Disney
Il est nommé directeur général de la société Walt Disney Productions le 22 septembre 1984 par la direction à la suite de tentatives de rachat par des sociétés d'investissements,,. Il est alors nommé en même temps que Frank Wells, ce dernier au poste de président.

#### 1984-1994: la reconquête du géant
Il réorganise alors l'entreprise qui est rebaptisée The Walt Disney Company. Après son arrivée chez Disney, il lance de nombreux projets de films, de parcs à thèmes (Disney-MGM Studios, Euro Disneyland)... et profite d'autres projets lancés juste avant son arrivée (Epcot, Tokyo Disneyland, Disney Channel). Il relance l'émission phare Le Monde merveilleux de Disney (sous le nom The Disney Saturday Movie) qu'il tente de présenter comme Walt Disney l'avait fait.
Le 9 mars 1984 voit la naissance de la filiale Touchstone Pictures pour les films plus adultes avec la sortie du film Splash. En 1985, Disney lance aussi une division télévision pour Touchstone avec la série Les Craquantes.
D'un autre côté, Eisner utilise aussi la société en fonction de ses centres d'intérêt dont l'art africain, l'architecture et urbanisme, et le développement personnel. Dès 1984, la Walt Disney World Company acquiert à son initiative, la collection d'art africain de Paul Tishman, promoteur immobilier de New York qui est alors rebaptisée Walt Disney-Tishamn. En septembre 1984, la Disney Development Company est créé afin de concevoir, planifier, gérer et développer les propriétés immobilières de Disney non liées aux parcs à thèmes. En 1990, Eisner lance plusieurs projets liés à la créativité dont un organisme où l'éducation serait un loisir. De ce projet résultera la création au Walt Disney World Resort d'un centre permanent nommé Disney Institute ouvert le 9 février 1996.

#### 1994-2005: une gestion de plus en plus critiquée et le déclin de Eisner
En 1994, Frank Wells qui était président de la Walt Disney Company et qui fait que tout était sous contrôle, meurt d'un accident d'hélicoptère le 4 avril 1994. Juste après la mort de Frank Wells, les tensions augmentent entre Michael Eisner, Jeffrey Katzenberg et Roy Edward Disney, dues au fait que Jeffrey Katzenberg voulait la place de directeur général. Devant le refus de Michael Eisner de lui donner ce rôle à plusieurs reprises, Katzenberg quitte Disney fin 1994 juste après la sortie du Roi lion pour fonder DreamWorks avec Steven Spielberg et David Geffen. Après la mort du Président de Disney, après ces événements, Eisner va assumer la présidence du groupe en premier temps jusqu'en août 1995.
Il recrute Michael Ovitz qui était un ami à Michael Eisner pour assumer la présidence de la Walt Disney Company, Mais il ne restera que jusqu'en décembre 1996 avec une Résiliation sans faute. Et juste après le départ de Michael Ovitz, un procès est mis contre Michael Eisner et le conseil d'administration de Disney par la suite et qui ne sera exécuté que 10 ans plus tard en 2006.
En novembre 2003, Roy Edward Disney, neveu de Walt Disney, démissionne de ses postes de vice-président et directeur de Walt Disney Features critiquant la politique menée par Eisner depuis 2000.
En février 2004, Disney subit une tentative d'offre publique d'achat, de la part du câblo-opérateur Comcast de 54 milliards d'USD que Michael Eisner aurait refusé sans demander conseil au directoire; ce qui aurait précipité sa chute.
James B. Stewart écrit « Chef d’entreprise le mieux payé des États-Unis, il aurait érigé la paranoïa en véritable méthode de management. »
À son départ le 30 septembre 2005 il était en possession de 14 millions d'actions de la Walt Disney Company (à 24,31 $ l'une), soit le plus important souscripteur privé de la société (représentant 1,8 % des actionnaires) après Steve Jobs (qui lui représente 2 %).

### Après Disney
Le 10 janvier 2006, Michael Eisner et CNBC annoncent que l'ancien PDG animera une émission bimestrielle de discussion nommée Conversations with Michael Eisner d'une durée d'une heure.
En avril 2006, il prend un intérêt dans la société Veoh, spécialisée dans la vidéo et la télévision par internet
En parallèle, il a acheté le 26 juin 2006, la société Team Baby Entertainments spécialisée dans la production de DVD sur des événements sportifs universitaires.

#### Portsmouth FC
En mars 2017, il a été révélé qu'Eisner était intéressé par le rachat du Portsmouth FC, un club de football du sud de l'Angleterre qui avait connu des moments difficiles après des années de mauvaise propriété, avant d'être repris par ses fans. Le club a publié une déclaration le 23 mars 2017 selon laquelle Eisner et sa société Tornante avaient conclu un accord d'exclusivité. Le 3 août 2017, il a été confirmé qu'Eisner et sa société Tornante avaient finalisé leur achat pour un montant déclaré de 6,62 millions d'euros. Michael Eisner devient propriétaire et président du club surnommé Pompey.